# Jonathan N'Senga
Jonathan N'Senga (Bergen, 21 april 1973) is een Belgische voormalige atleet, die was gespecialiseerd in de 110 m horden. Hij was op deze afstand Belgisch recordhouder met een tijd van 13,25 s en bezat daarnaast van 1995 tot 2024 het nationale indoorrecord op de 60 m horden. Hij liep de 110 m horden in 1996 bovendien in het Finse Tampere een keer indoor. Zijn tijd van 13,79 bij die gelegenheid staat eveneens te boek als Belgisch indoorrecord. In totaal nam hij tweemaal deel aan de Olympische Spelen, maar won hierbij geen medailles.

## Biografie
In 1992 nam N'Senga deel aan het WK junioren in Seoel. Hierbij sneuvelde hij in de halve finale met een tijd van 14,62. Op de Universiade van 1995 werd N'Senga tweede op de 110 m horden. Een jaar later werd hij op 60 m horden derde bij de EK indoor in Stockholm. Ook maakte hij dat jaar zijn debuut op de Olympische Spelen van 1996 in Atlanta. Hij kwam door de series met een tijd van 13,61, maar sneuvelde in de kwartfinale met een tijd van 13,63.
In 1997 werd hij voor drie maanden geschorst wegens het gebruik van Efedrine. Een jaar later werd hij achtste op de Europese kampioenschappen en kreeg hij de Gouden Spike, de belangrijkste atletiekprijs in België, uitgereikt. Op de Olympische Spelen van 2000 in Sydney nam hij voor de tweede maal deel aan de Olympische Spelen. Net als vier jaar eerder stokte zijn progressie in de kwartfinale, ditmaal met een tijd van 13.73.
In 2006 werd Jonathan N'Senga Belgisch indoorkampioen 60 m horden en Belgisch kampioen 110 m horden. Hij deed ook mee aan de Europese kampioenschappen atletiek 2006, maar kwam helaas zwaar ten val bij de eerste horde en was hiermee gelijk uitgeschakeld.
N'Senga is aangesloten bij OCAN. Tegenwoordig is hij atletiekcoach. Een van zijn pupillen was Damien Broothaerts.

## Belgische kampioenschappen
| onderdeel     | jaar                                     |
| ------------- | ---------------------------------------- |
| 110 m horden  | 1994, 1997, 2000, 2001, 2002, 2005, 2006 |
| 60 m (indoor) | 1995, 1997, 1998, 2000, 2002, 2003, 2006 |

## Persoonlijke records
Outdoor
| Onderdeel    | Prestatie       | Datum            | Plaats    |
| ------------ | --------------- | ---------------- | --------- |
| 100 m        | 10,53 s         | 11 juni 2006     | Genève    |
| 110 m horden | 13,25 s (ex-NR) | 22 augustus 1998 | Boedapest |

Indoor
| Onderdeel    | Prestatie      | Datum            | Plaats   |
| ------------ | -------------- | ---------------- | -------- |
| 50 m horden  | 6,56 s         | 13 februari 2000 | Liévin   |
| 60 m horden  | 7,55 s (ex-NR) | 1 maart 1998     | Valencia |
| 110 m horden | 13,79 s (NR)   | 12 februari 1996 | Tampere  |

## Palmares

### 60 m horden
- 1994:  BK indoor AC - 7,91 s
- 1994: 5e in series EK Indoor - 7,90 s
- 1995:  BK indoor AC - 7,84 s
- 1995: 6e in series WK Indoor - 7,93 s
- 1996:  BK indoor AC - 7,83 s
- 1996:  EK Indoor - 7,66 s
- 1997:  BK indoor AC - 7,70 s
- 1997: DSQ WK indoor
- 1998:  BK indoor AC - 7,72 s
- 1998: 4e EK Indoor - 7,59 s
- 2000:  BK indoor AC - 7,73 s
- 2000: 7e EK Indoor - 7,71 s
- 2002:  BK indoor AC - 7,84 s
- 2003:  BK indoor AC - 7,80 s
- 2003: 7e in series WK Indoor - 8,03 s
- 2005:  BK indoor AC - 7,88 s
- 2006:  BK indoor AC - 7,74 s

### 110 m horden
- 1992: 6e ½ fin. WK U20 - 14,62 s
- 1994:  BK AC - 13,72 s (wind)
- 1994:  Jeux de la Francophonie - 13,56 s
- 1994: 7e Memorial Van Damme - 13,91 s
- 1995:  Universiade - 13,51 s
- 1996: 8e Memorial Van Damme - 13,66 s
- 1997:  BK AC - 13,50 s
- 1997:  Jeux de la Francophonie - 13,56 s
- 1997:  Universiade - 13,51 s
- 1999:  BK AC - 13,51 s
- 1999: 8e WK - 13,54 s
- 1999:  Universiade - 13,51 s
- 2001:  BK AC - 13,90 s
- 2002:  BK AC - 14,16 s
- 2005:  BK AC - 13,87 s
- 2005: 4e Europacup B - 13,73 s
- 2006:  BK AC - 13,73 s

## Onderscheidingen
- 1998: Gouden Spike